# Raúl Donckaster
Raúl Donckaster Fernández (Santiago, 1953) es un abogado y político chileno. Fue alcalde de la comuna de La Reina entre 2012 y 2016.

## Biografía
Estudió en el Liceo Experimental Manuel de Salas, y vivió dos años en los Estados Unidos. Posteriormente ingresó a la Facultad de Derecho de la Universidad de Chile, donde se tituló de abogado. Tiene cuatro hijos.
Desde la década de 1970 ha ejercido su profesión de manera liberal, y tiene su propio estudio jurídico. También se desempeñó como fiscal de BANESTO Chile Bank (1990-1994) y la Corporación de Fomento de la Producción (Corfo, 1994-1997); como presidente de la Sociedad Agrícola y Ganadera SACOR Limitada (1997-1999) y de la Zona Franca de Iquique (1999-2001); y como vicepresidente de Colbún S.A., entre otros cargos.

## Carrera política
Milita en el Partido Demócrata Cristiano (PDC) desde los 17 años. En ese partido ha tenido cargos comunales y nacionales, como presidente comunal de la Juventud Demócrata Cristiana y del partido en La Reina, y miembro de la Junta Nacional del PDC.
Trabajó en la municipalidad de La Reina durante el periodo del también demócratacristiano Fernando Castillo Velasco.
En 2012 fue candidato de su partido en las elecciones municipales de ese año para la alcaldía de la comuna de La Reina. Su candidatura surgió del proceso de creación de un programa común que se generó desde comienzos de 2011, en el que participaron algunas organizaciones sociales y comunitarias de La Reina afines a la Concertación. Fue elegido alcalde con el 33,75% de los votos, superando al alcalde vigente, Luis Montt.
Durante su gestión se elaboró el Plan de Desarrollo Comunal Vigente en La Reina (Pladeco).

## Historial electoral

### Elecciones municipales de 2012
- Elecciones municipales de 2012, para la alcaldía de la comuna de La Reina[2]

| Candidato                           | Pacto                          | Partido | Votos  | %     | Resultado |
| ----------------------------------- | ------------------------------ | ------- | ------ | ----- | --------- |
| Raúl Donckaster Fernández           | Concertacion Democrática       | PDC     | 12 034 | 33,75 | Alcalde   |
| Luis Montt Dubournais               | Independiente (Fuera de Pacto) | IND     | 10 432 | 29,26 |           |
| María Catalina del Real Mihovilovic | Coalición                      | RN      | 10 188 | 28,57 |           |
| Juan Guillermo Ossa Lagarrigue      | Mas Humanos                    | PH      | 3004   | 8,42  |           |

### Elecciones municipales de 2016
- Elecciones municipales de 2016, para la alcaldía de la comuna de La Reina[3]

| Candidato                    | Pacto                        | Partido       | Votos  | %     | Resultado |
| ---------------------------- | ---------------------------- | ------------- | ------ | ----- | --------- |
| Raúl Donckaster Fernández    | Nueva Mayoría                | PDC           | 12 145 | 37,75 |           |
| José Manuel Palacios Parra   | Chile Vamos                  | UDI           | 12 791 | 39,68 | Alcalde   |
| Catalina Valenzuela Maureira | Alternativa Democrática      | PH            | 1205   | 3,74  |           |
| Pedro Davis Urzua            | Independiente Fuera de Pacto | Independiente | 5541   | 17,19 |           |